# Reduto de São Pedro de Catumbela

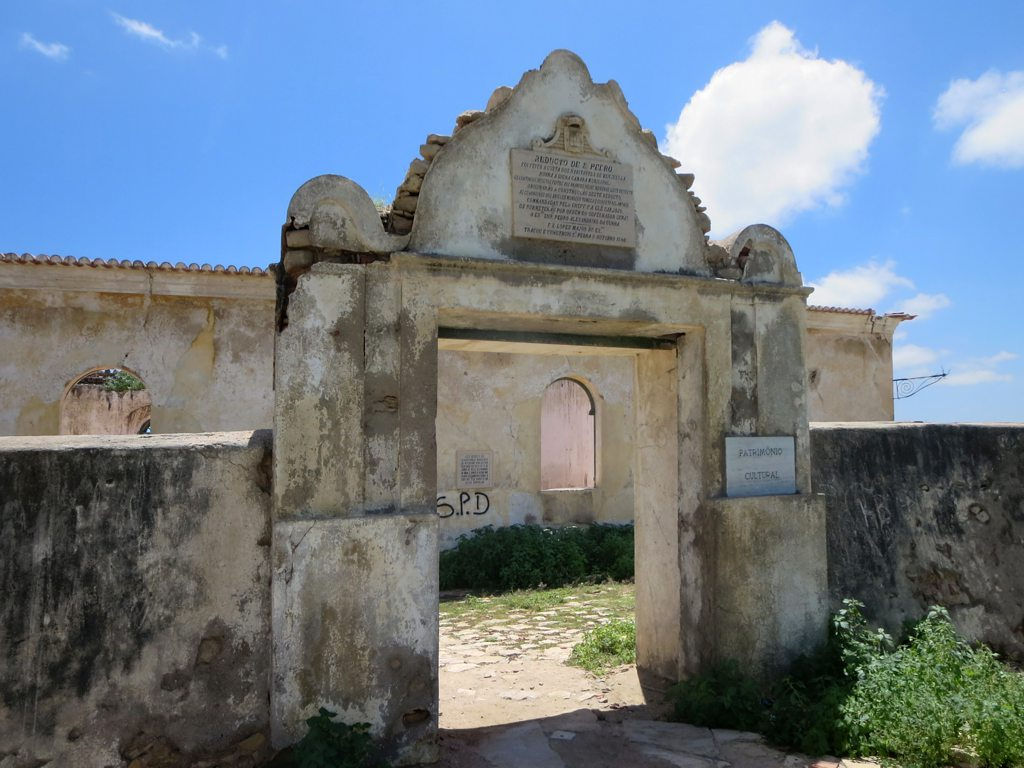
Reduto de São Pedro de Catumbela, Benguela, 2015

O Reduto de São Pedro de Catumbela, também conhecido como Forte de Catumbela, localiza-se na Vila da Catumbela, na província de Benguela, em Angola.

## História
Foi erguido no alto de um morro, em posição dominante à margem do rio Catumbela, por forças portuguesas no contexto da repressão às revoltas da Catumbela e de Dondo Grande (1846-1848). A inscrição epigráfica acima do seu portão, reza:
"Foi feito à custa dos habitantes de Benguela, honra à digna Camara Municipal, os continuos insultos feitos aos brancos pelos indigenas deste distrito, originaram a construcção deste reducto. As guarnições dos brigues Mondego, Tamega e corveta Relampago, commandados pelo chefe F.A. Glz. Cardozo, os submeterão por ordem do Governador Geral o Exmo. Snr. Pedro Alexandrino da Cunha. F.X. Lopes Major do Extº. traçou e construio 1ª pedra 5 Outubro 1846."
Na década de 1960 nas suas dependências funcionou um modesto museu histórico.
Actualmente encontra-se em mau estado de conservação.